# Fasti
Fasti (česky pod názvem Kalendář) je básnická skladba starořímského básníka Ovidia, vzniklá těsně před jeho odchodem do vyhnanství.
Zabývá se římským kalendářem, tradičními svátky a v rozsáhlých epických epizodách popisuje mytologické události, které připomínají; podrobně se zabývá také astronomií a každoročně se opakujícími astronomickými jevy a etymologickým původem různých slov. Je psána v elegickém dvojverší.
V současné době existuje pouze polovina knihy (šest knih, odpovídajících prvním šesti měsícům kalendáře), není však jisté, zda byly básně nedokončeny, nebo zda se část nedochovala.
Přesto byly Fasti pro mnohá staletí jedním z nejrozšířenějších (i když ne příliš přesných) zdrojů informací o antické mytologii a římských zvycích, scény z jejich epických částí inspirovaly evropské umění. V češtině existuje překlad Antonína Škody (časoměrným veršem, 1901) a Ivana Bureše (sylabotónickým veršem, poprvé 1941).